# Pionyang
Pionyang (en chosŏn'gŭl, 평양; en hancha, 平壤; romanización revisada, Pyeongyang; McCune-Reischauer, P'yŏngyang; pronunciado [pʰjɔŋ.jaŋ] (escucharⓘ)) es la capital y ciudad más poblada de Corea del Norte, localizada en el suroeste del país, cerca del río Taedong. En el censo de 2008, la ciudad contaba con una población de 3 255 388 habitantes. La ciudad tiene la administración de gobierno directo, al mismo nivel de una provincia.

## Toponimia
"Pionyang" significa literalmente "Tierra Plana", uno de sus nombres históricos es Ryugyŏng (en chosŏn'gŭl, 류경; romanización revisada, ryugyeong), o "capital de sauces", ya que a lo largo de la historia, la ciudad siempre ha contado con una gran cantidad de sauces, y muchos poemas tratan sobre estos. Hoy día, los sauces siguen abundando en la ciudad. Muchos edificios y lugares tienen "Ryugyŏng" en su nombre, como el inconcluso Hotel Ryugyong. Otros nombres históricos incluyen Kisŏng, Hwangsŏng, Rangrang, Sŏgyŏng, Sŏdo, Hogyŏng, Changan, etc. Durante la ocupación japonesa, la ciudad fue conocida como Heijō (平壌?), que es la lectura japonesa de los caracteres chinos (en hanja, 平壌).

## Historia
Según las leyendas, la ciudad fue fundada en el 2333 a. C. como Wanggŏmsŏng (en chosŏn'gŭl, 왕검성; en hancha, 王儉城; romanización revisada, wanggeomseong). Creció hasta convertirse en una ciudad importante durante la dinastía Ko-Josŏn. Goguryeo la convirtió en capital en 427. La dinastía Tang y Silla derrotaron a Goguryeo en 668, siendo tomada por Silla en 676 hasta la dinastía Koryo, cuando fue revitalizada como Sŏgyŏng (en chosŏn'gŭl, 서경; en hancha, 西京; romanización revisada, seogyeong); "la capital del oeste", pero no era la capital. La ciudad se convirtió en la capital de la provincia de P'yŏngan durante la dinastía Joseon.
Pionyang perdió mucha importancia a finales del siglo XVI, cuando los japoneses la conquistaron, y fue seriamente dañada tras la invasión por parte de los manchúes a principios del siglo XVII. Tras expulsar a los invasores, Corea se aisló durante casi tres siglos. Y Pionyang al igual que otras ciudades coreanas, fue cerrada en gran parte al mundo exterior.
En el siglo XIX, Pionyang se convirtió en una base para los misioneros protestantes en el país. La ciudad albergó pronto a la mayor población cristiana en Corea y en 1890 se informó de que Pionyang contaba con más de 100 iglesias, la mayoría de las cuales eran protestantes.
En 1890, la ciudad tenía 40 000 habitantes. Fue el sitio de una importante batalla durante la primera guerra sino-japonesa, lo que llevó a la destrucción y despoblación de gran parte de la ciudad. Sin embargo, en 1896 se convirtió en la capital de la provincia de P'yŏngan del Sur. Bajo la ocupación japonesa, la ciudad se convirtió en un centro industrial, conocido en japonés como Heijō, alcanzando en 1938 una población de 235 000 habitantes.
En 1945, al finalizar la Segunda Guerra Mundial, la Unión Soviética y China ayudaron a las tropas coreanas independentistas para que Corea dejara de ser una colonia japonesa, convirtiéndose en la capital provisional de la República Democrática Popular de Corea, con la esperanza de recuperar la capital oficial, Seúl.
La ciudad fue gravemente dañada durante la guerra de Corea, y en algunos momentos fue ocupada por fuerzas de Corea del Sur. De hecho, la destrucción fue tan grave que muchos países socialistas recomendaron al gobierno norcoreano no reconstruir Pionyang en su lugar original. Un general estadounidense declaró que Pionyang no volvería a poder situarse en un mapa en 100 años. Sin embargo, la ciudad sí fue reconstruida, aunque con ayuda de países socialistas, especialmente de la Unión Soviética y China. Por esta razón, muchos edificios construidos en los años 1950 y los años 1960 tienen un estilo arquitectónico soviético. La ayuda a la reconstrucción se realizó a través de créditos, generalmente, pero los soldados chinos destacados en Corea hasta el 
año 1958, contribuyeron a las labores de reconstrucción directamente.[cita requerida]

## Geografía

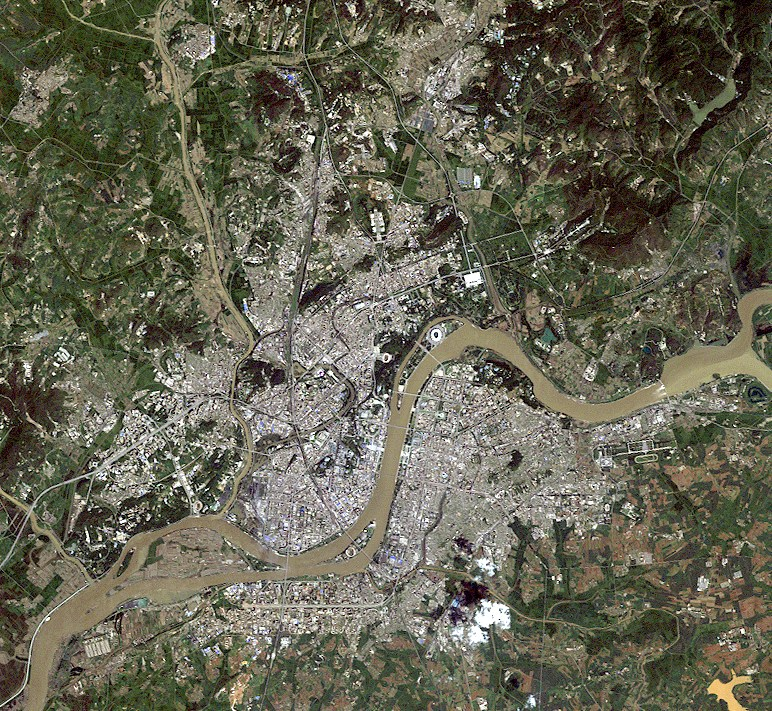
Vista satelital de Pyongyang en 2007.

Pyongyang se encuentra situado en el centro-oeste de Corea del Norte, en una llanura a 48 km al este de la bahía de Corea, junto al mar Amarillo. El río Taedong cruza la ciudad hacia la bahía de Corea.
En la década de 1970, Kim Il-sung comenzó a promover la plantación de árboles en la ciudad para convertirla en una "ciudad jardín". En la actualidad cuenta con alrededor de 30 parques y tiene aproximadamente 40 metros cuadrados de áreas verdes por cada habitante; siendo así una de las urbes con más espacios verdes en el mundo.

### Clima
El clima en Pionyang es húmedo continental (Dwa, según la clasificación climática de Köppen). Los inviernos son muy duros, especialmente cuando llegan los gélidos vientos de Siberia. Las temperaturas suelen permanecer por debajo de los 0 °C desde noviembre hasta comienzos de marzo. Además, los inviernos norcoreanos son mucho más secos que los veranos y presenta treinta y siete días, como promedio, de precipitaciones en forma de nieve. Las temperaturas extremas y los fríos vientos son las características principales del invierno en Pionyang, lo que hace imprescindible el uso de ropa adecuada para este tipo de clima.[cita requerida]
La transición del gélido y seco invierno al caluroso y húmedo verano tiene lugar rápidamente, entre abril y comienzos de mayo, ocurriendo el proceso inverso del verano al invierno a finales del mes de octubre. Los veranos suelen ser muy calurosos y con grandes niveles de precipitación, ya que el monzón del Este Asiático tiene lugar desde junio a agosto, que son, precisamente, los meses más calurosos en la capital norcoreana, con temperaturas que oscilan entre los 20 - 31 °C o más.
| Parámetros climáticos promedio de Pionyang | Parámetros climáticos promedio de Pionyang | Parámetros climáticos promedio de Pionyang | Parámetros climáticos promedio de Pionyang | Parámetros climáticos promedio de Pionyang | Parámetros climáticos promedio de Pionyang | Parámetros climáticos promedio de Pionyang | Parámetros climáticos promedio de Pionyang | Parámetros climáticos promedio de Pionyang | Parámetros climáticos promedio de Pionyang | Parámetros climáticos promedio de Pionyang | Parámetros climáticos promedio de Pionyang | Parámetros climáticos promedio de Pionyang | Parámetros climáticos promedio de Pionyang |
| Mes                                        | Ene.                                       | Feb.                                       | Mar.                                       | Abr.                                       | May.                                       | Jun.                                       | Jul.                                       | Ago.                                       | Sep.                                       | Oct.                                       | Nov.                                       | Dic.                                       | Anual                                      |
| ------------------------------------------ | ------------------------------------------ | ------------------------------------------ | ------------------------------------------ | ------------------------------------------ | ------------------------------------------ | ------------------------------------------ | ------------------------------------------ | ------------------------------------------ | ------------------------------------------ | ------------------------------------------ | ------------------------------------------ | ------------------------------------------ | ------------------------------------------ |
| Temp. máx. abs. (°C)                       | 9.4                                        | 15.9                                       | 21.4                                       | 28.4                                       | 33.9                                       | 35.8                                       | 35.9                                       | 35.2                                       | 31.8                                       | 28.9                                       | 23.2                                       | 14.3                                       | 35.9                                       |
| Temp. máx. media (°C)                      | -1.2                                       | 2.6                                        | 8.9                                        | 17.1                                       | 23.1                                       | 27.1                                       | 28.6                                       | 29.2                                       | 25.2                                       | 18.6                                       | 9.3                                        | 1.3                                        | 14.0                                       |
| Temp. media (°C)                           | -6.2                                       | -2.6                                       | 3.5                                        | 11.0                                       | 17.2                                       | 22.0                                       | 24.7                                       | 25.0                                       | 19.9                                       | 12.7                                       | 4.4                                        | -3.2                                       | 9.4                                        |
| Temp. mín. media (°C)                      | -11.2                                      | -7.9                                       | -2.0                                       | 4.8                                        | 11.2                                       | 16.8                                       | 20.8                                       | 20.8                                       | 14.5                                       | 6.7                                        | -0.5                                       | -7.6                                       | 4.8                                        |
| Temp. mín. abs. (°C)                       | −26.5                                      | −23.4                                      | −11.0                                      | −6.1                                       | 2.5                                        | 9.9                                        | 11.1                                       | 12.9                                       | 3.6                                        | -4.0                                       | −12.2                                      | −17.6                                      | −26.5                                      |
| Precipitación total (mm)                   | 15.5                                       | 19.8                                       | 24.8                                       | 57.0                                       | 74.4                                       | 93.0                                       | 288.3                                      | 201.5                                      | 90.0                                       | 43.4                                       | 39.0                                       | 15.5                                       | 962.2                                      |
| Días de precipitaciones (≥ 1 mm)           | 4                                          | 4                                          | 4                                          | 6                                          | 7                                          | 8                                          | 13                                         | 10                                         | 7                                          | 6                                          | 7                                          | 5                                          | 81                                         |
| Fuente: MSN                                |                                            |                                            |                                            |                                            |                                            |                                            |                                            |                                            |                                            |                                            |                                            |                                            |                                            |

## Divisiones administrativas

Mapa de Pionyang de 1946.

Durante las primeras décadas de la historia de Corea del Norte, Pionyang no era considerada de forma oficial como la capital nacional. El gobierno norcoreano se consideraba a sí mismo como el único gobierno legítimo de la península coreana, así que hasta 1972, la Constitución de Corea del Norte designaba a Seúl como capital del país. Según el discurso oficial de la época, Seúl estaba considerada bajo la ocupación de las fuerzas estadounidenses y sus aliados de Corea del Sur. Y Pionyang era la sede provisional del único gobierno de la península, solamente hasta la eventual liberación de Seúl. No obstante con el discurso de 1972, Pionyang fue designada oficialmente como la nueva capital nacional.
Actualmente Pionyang se encuentra dividida en 18 distritos ("Kuyŏk" o "Guyŏk") y 2 condados ("Kun" o "Gun").

### Distritos y condados
| - Chung-guyok (중구역; 中區域) - Pyongchon-guyok (평천구역; 平川區域) - Potonggang-guyok (보통강구역; 普通江區域) - Moranbong-guyok (모란봉구역; 牡丹峰區域) - Sŏsŏng-guyŏk (서성구역; 西城區域) - Songyo-guyok (선교구역; 船橋區域) - Tongdaewŏn-guyŏk (동대원구역; 東大院區域) - Taedonggang-guyŏk (대동강구역; 大同江區域) - Sadong-guyŏk (사동구역; 寺洞區域) - Taesong-guyok (대성구역; 大城區域) | - Mangyongdae-guyok (만경대구역; 萬景台區域) - Hyongjesan-guyok (형제산구역; 兄弟山區域) - Ryongsong-guyok (룡성구역; 龍城區域) - Samsok-guyok (삼석구역; 三石區域) - Ryokpo-guyok (력포구역; 力浦區域) - Nakrang-guyok (락랑구역; 樂浪區域) - Sunan-guyŏk (순안구역; 順安區域) - Unjong-guyok (은정구역; 恩情區域) - Kangdong County (강동군; 江東郡) - Kangnam County (강남군; 江南郡) |

## Demografía
| Año  | Población |
| ---- | --------- |
| 1962 | 653 000   |
| 1965 | 800 000   |
| 1967 | 840 000   |
| 1970 | 940 000   |
| 1978 | 1 250 000 |
| 1981 | 1 283 000 |
| 1986 | 1 300 000 |
| 1993 | 2 354 898 |
| 2002 | 2 724 700 |
| 2007 | 3 059 678 |
| 2010 | 3 270 582 |
| —    | —         |

| Año  | Población |
| ---- | --------- |
| 1890 | 40 000    |
| 1906 | 43 000    |
| 1911 | 36 800    |
| 1920 | 58 600    |
| 1922 | 86 500    |
| 1924 | 102 700   |
| 1929 | 120 000   |
| 1932 | 144 200   |
| 1935 | 182 100   |
| 1938 | 232 700   |
| 1940 | 286 000   |
| 1944 | 388 000   |

De 40 000 habitantes en 1890, la población de la ciudad creció a más de 100 000 en 1924. Para 1938, esta cifra se había duplicado a 235 000. En 1962, alrededor de 653 000 personas vivían en Pionyang, en 1978 ascendía a 1,3 millones. En 2010, la ciudad tenía una población de 3,3 millones de habitantes. La esperanza media de vida de los hombres es de 68 años, y de 74 años para las mujeres.
Pionyang es étnicamente homogénea y tiene un bajo porcentaje de extranjeros, aun así el mayor del país, pues se sitúan las embajadas de países extranjeros, que suponen probablemente la mayor fuente de inmigrantes del país. Las razones de esto son también las políticas aislacionistas del gobierno, el ostracismo social de todos los norcoreanos y la propaganda anticomunista que aleja a posibles migrantes. La fundación Bertelsmann, creada por el empresario Reinhard Mohn, considera prácticamente imposible establecerse como extranjeros en Pionyang.

### Religión
Las religiones tradicionales en Pionyang son el budismo y el confucionismo, pero hoy en día probablemente una gran parte de la población es no religiosa. El artículo 68 de la Constitución de Corea del Norte concede a los ciudadanos el libre ejercicio de su religión, siempre y cuando esto no sea "para la infiltración de fuerzas externas o la violación del orden estatal y social". Sin embargo, informes de organizaciones cristianas como Open Doors y organizaciones anglosajonas de ayuda secular como Amnistía Internacional dicen que los cristianos practicantes son colocados en campos de concentración y la religión en general, de facto, no existe.
Según estos informes, aunque hay varias iglesias de exposición con fines de propaganda, son creadas por la Constitución y controladas por el Estado. El cristianismo ha tenido durante mucho tiempo una fuerte presencia, especialmente en Pionyang. El pastor y filósofo estadounidense George Trumbull Ladd (1842-1921) apreció durante su visita a la ciudad el 7 de abril de 1907 un número de 13 000 a 14 000 cristianos. La proporción de la población total fue de alrededor de un tercio. El número de iglesias era de más de 100, por lo tanto, la ciudad también era conocida como "Jerusalén del Este". Por otro lado, líderes religiosos abiertamente anticomunistas como Franklin Graham, hijo del predicador estadounidense Billy Graham han sido bien recibidos en el país, mientras que en la actualidad permanecen abiertas algunas iglesias cristianas, como la Catedral de Changchung en el distrito homónimo de Pionyang. En la ciudad también se realizan conferencias de relación intercoreana entre religiosos de ambas Coreas.
Existe, asimismo, una pequeña mezquita en las instalaciones de la embajada de Irán, en la que se realizan servicios religiosos tanto para musulmanes chiitas como sunitas.

## Política

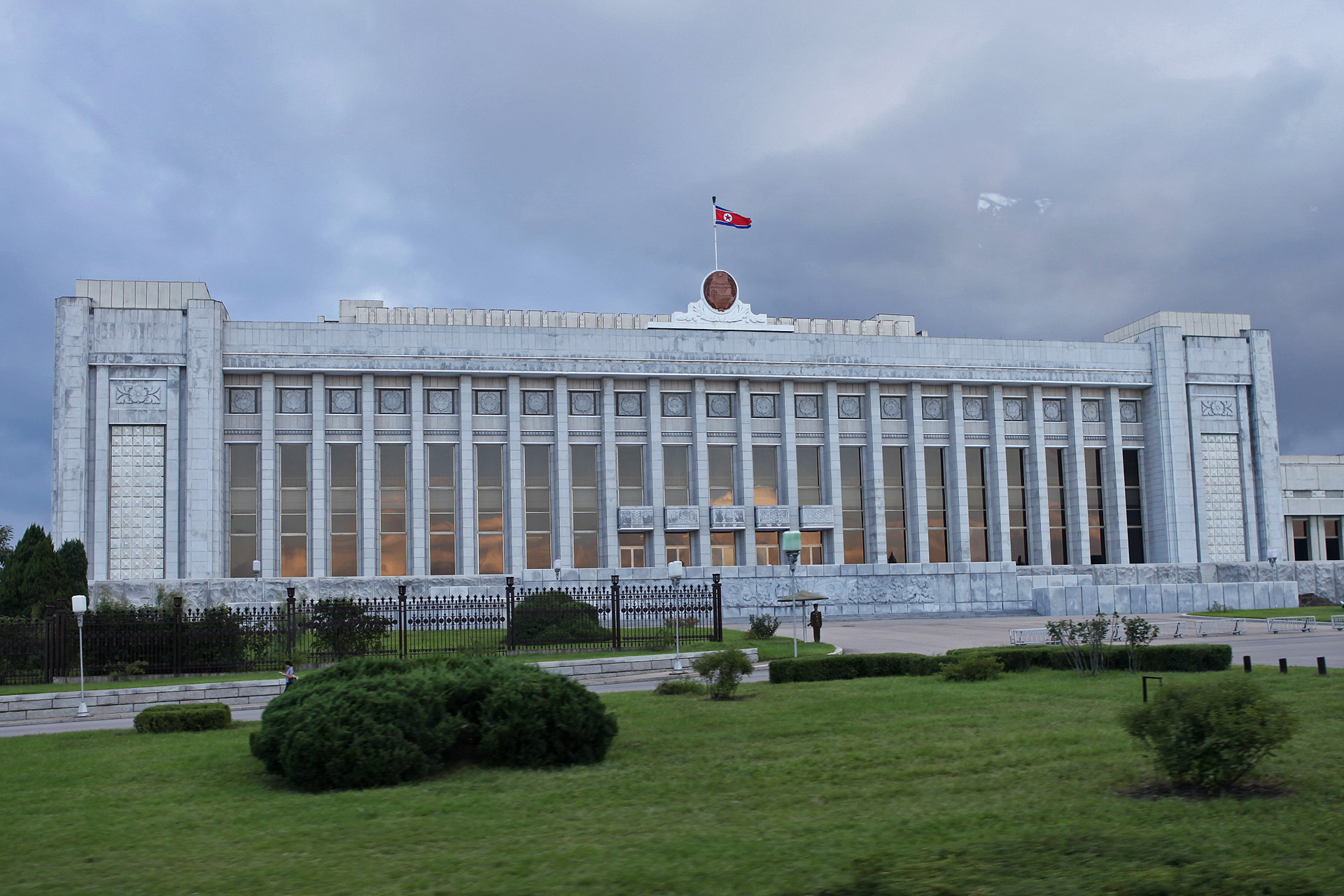
Salón de Asambleas de Mandusae

Pionyang está bajo la administración del gobierno central y tiene el estatus de provincia. El aparato gubernamental está dominado por el Partido del Trabajo de Corea, cuyo liderazgo está consagrado en la Constitución. El alcalde de la capital es nombrado personalmente por el secretario general del Partido.
El órgano supremo del poder es formalmente el Parlamento, cuyos miembros son elegidos por cinco años. El procedimiento para la función pública está mencionado en la Constitución como centralismo democrático. En las elecciones el candidato ganador suele ser el del Partido de los Trabajadores, ganando con una gran mayoría.

## Economía

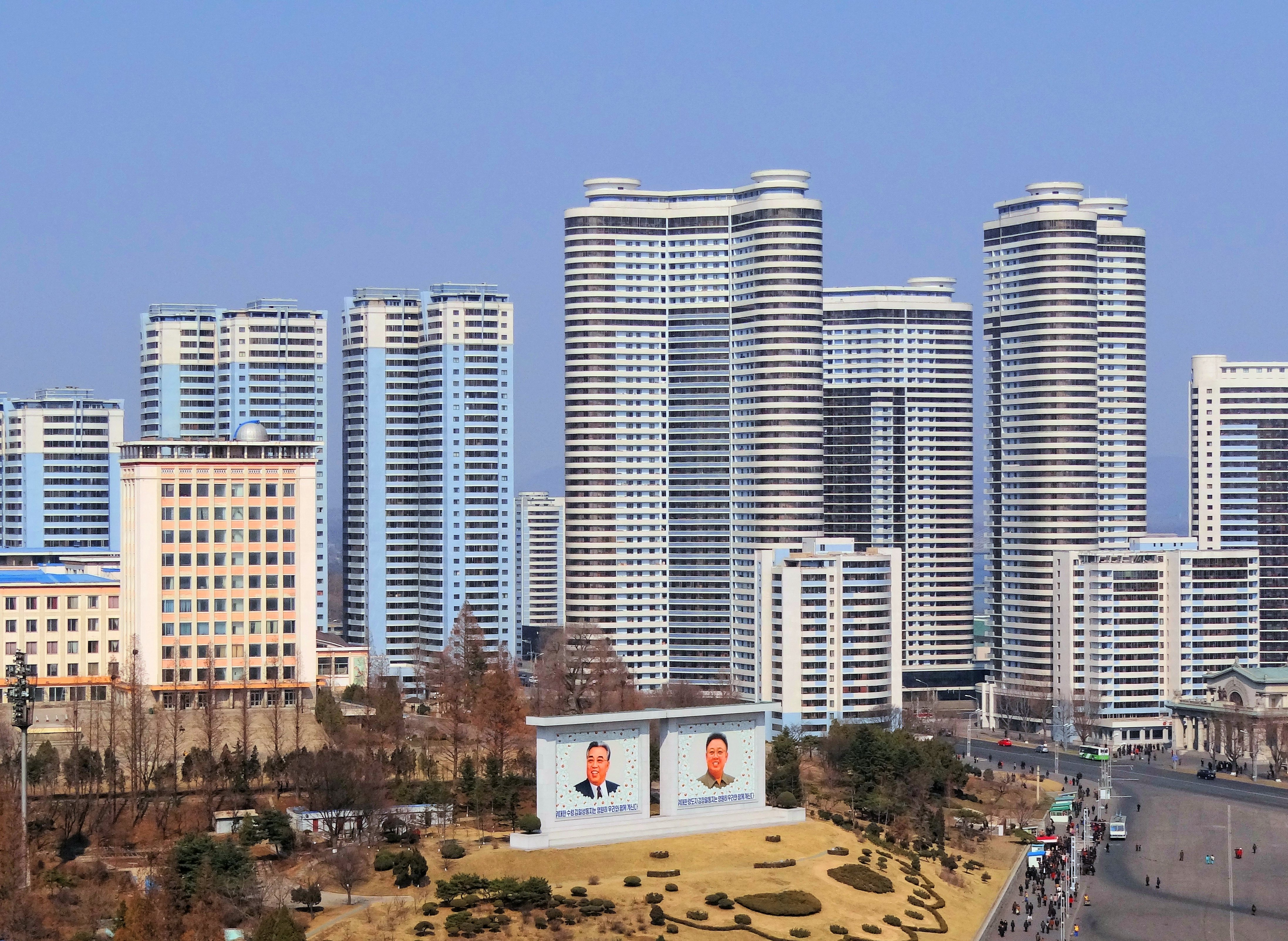
Rascacielos modernos en el centro de Pionyang.

Pionyang es el centro industrial del país, en la que se encuentran entre otras cosas la industria metalúrgica, textil, electrónica, alimentaria y de maquinarias. A principios de 1990, la capital económica fue duramente golpeada por la pérdida de casi todos los socios comerciales tradicionales. El resultado fue la caída de la producción industrial total de hasta el cinco por ciento por año hasta el cese casi total para el año 2000.
Según las estimaciones occidentales, más de la mitad de las fábricas han cerrado, algunas fuentes hablan de hasta un 90 %. La economía se encuentra actualmente en un nivel de subsistencia.[cita requerida] Además del colapsado sistema de pensiones del estado,[cita requerida] existe la ayuda extranjera, que velan por su distribución las Naciones Unidas, y diversas organizaciones sin fines de lucro.
El suministro de energía de Pionyang viene de la energía hidroeléctrica, centrales térmicas y el uso de reactores de plutonio. Algunas instalaciones como el distrito diplomático, edificios administrativos del gobierno, hoteles extranjeros, los cuarteles del Ejército Popular de Corea y los monumentos en honor de Kim Il-sung iluminados por la noche tienen su propia fuente de alimentación.
La ciudad cuenta con calefacción central proporcionada por una planta térmica de carbón. Gracias a la ubicación en el noreste de la ciudad los residentes están a salvo de la contaminación del aire. El viento se lleva el polvo de hollín fuera de la ciudad por las colinas.[cita requerida] La calefacción para los hogares se realiza con pérdidas considerables de energía a través de un sistema de tuberías bajo tierra. El problema es que el suministro de carbón casi siempre es insuficiente.[cita requerida] Debido a los problemas de abastecimiento de combustible, la Academia Estatal de Ciencias está desarrollando un nuevo biocombustible bajo la directiva del Instituto 413 de dicha entidad. El biocombustible en desarrollo se produce al procesar de manera industrial los derivados forestales y agrícolas tales como cascarillas de arroz, aserradura, acepilladura, hojarasca, pajas de cereales y raíz de maíz, hierbas nocivas y otras plantas secas empleadas como materias primas para el combustible. Una tonelada de carbón equivale a 500kg de este biocombustible; y ya se ha empezado a emplear en fábricas y empresas de Pionyang.
La industria pesada también está bastante desarrollada mientras que la industria ligera requiere de mayor esfuerzo para mejorar la calidad de los productos, según las directrices del PTC que intenta promover una nueva línea basada en impulsar el desarrollo económico.
Desde el acceso de Kim Jong-un al poder, se dio un impulso a las industrias de consumo y de bienes básicos, creándose nuevas tiendas y complejos comerciales, además de una renovación de la capital, inaugurándose el complejo Ryomiong Ciudad Nueva y la calle de los Científicos Mirae, dotada de nuevos rascacielos y servicios para los ciudadanos, tales como nuevos restaurantes, tiendas y complejos médicos.

## Cultura

### Monumentos
Algunos de los lugares más notables de la ciudad incluyen el Arco de Triunfo (mayor que el de París, Francia, es el segundo más grande del mundo), la Torre Juche, el Gran Palacio de Estudios del Pueblo (una gigantesca biblioteca con más de 600 salas, y un archivo de más de 30 millones de libros), la Torre de televisión de Pionyang, el Arco de la Reunificación (que cruza la autopista homónima que va hacia la Zona Desmilitarizada de Corea) la Pista de hielo de Pionyang, la villa de Mangyongdae (que además es el lugar de nacimiento de Kim Il-sung, fundador de la República Popular Democrática de Corea) y dos de los estadios más grandes del mundo: el Primero de Mayo (con capacidad para 150 000 espectadores) y el Estadio Kim Il-sung.
Otras atracciones de la ciudad son sus parques (destaca el Moranbong), instituciones educativas (Universidad Kim Il-sung así como institutos de educación secundaria), instituciones sanitarias (especialmente el Hospital de Maternidad de Pionyang) o culturales (destacando varios teatros, como el Moranbong, o el recién construido Conservatorio Kim Won Gyun).
Todos los lugares mencionados (además de muchos otros, aunque menos espectaculares) se pueden visitar a través de la Oficina de Turismo Norcoreana.
En Pionyang se encuentran también el Jardín Botánico Central de Corea y el Zoológico central de Corea.

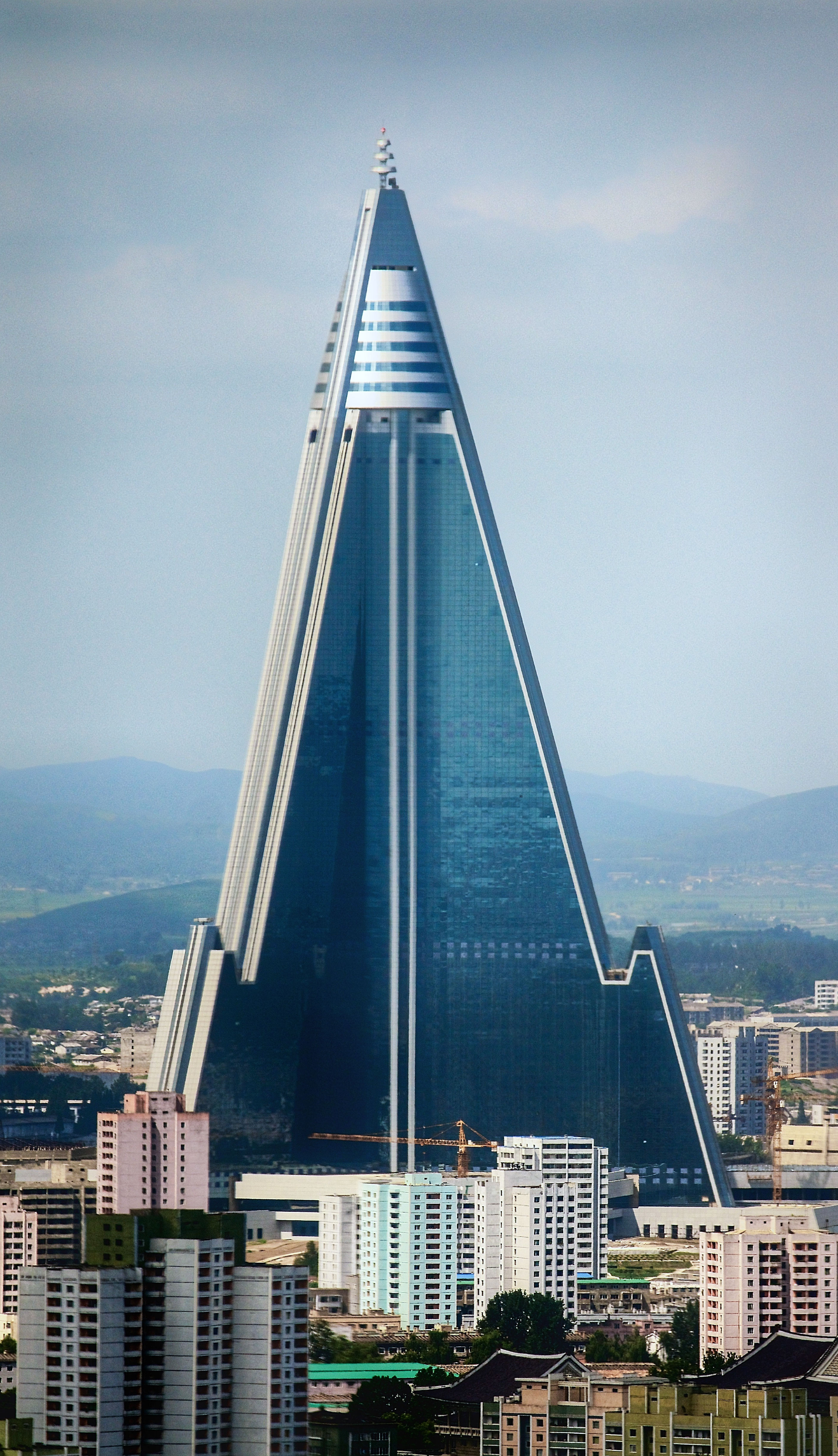
Hotel Ryugyong.
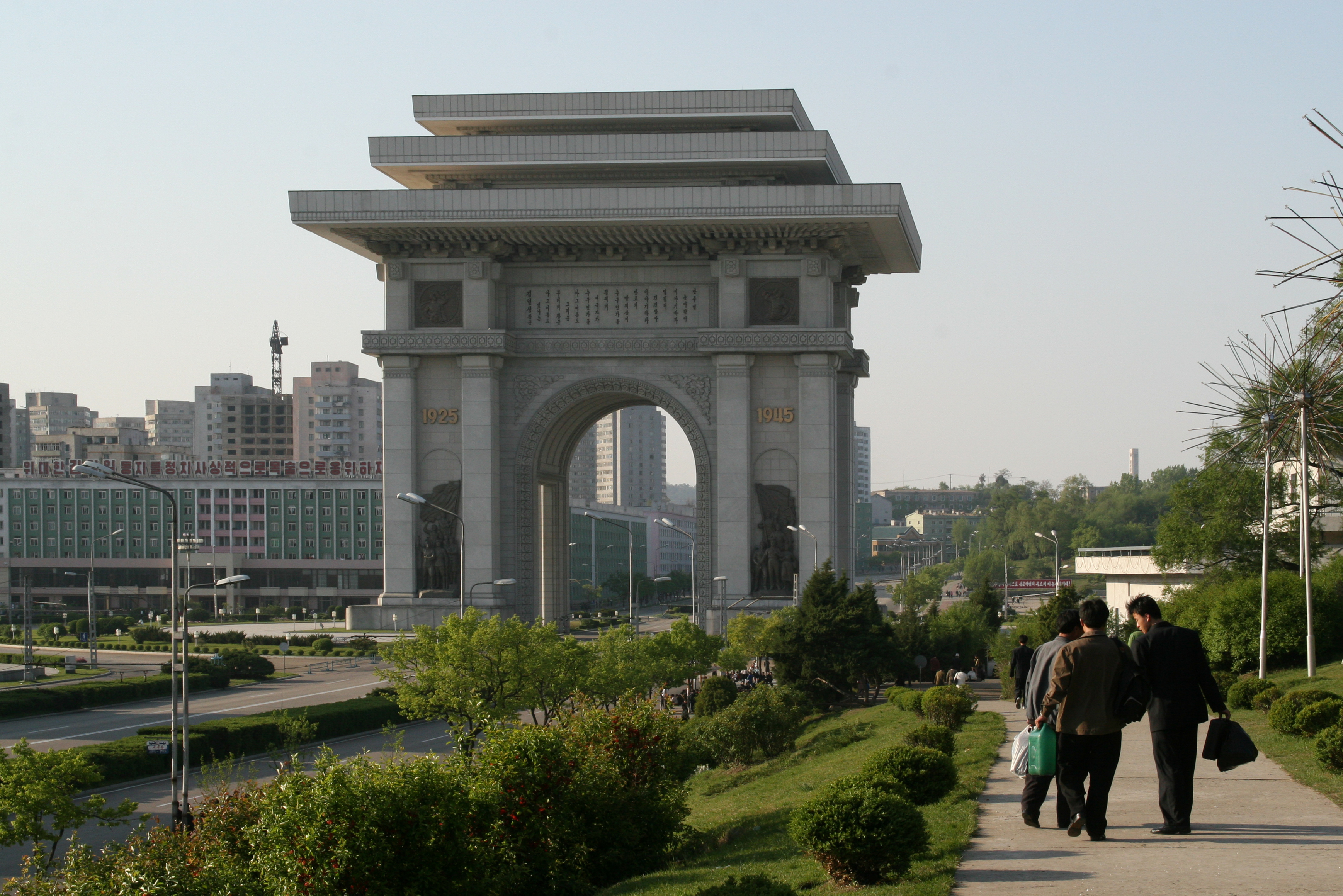
Arco del Triunfo.
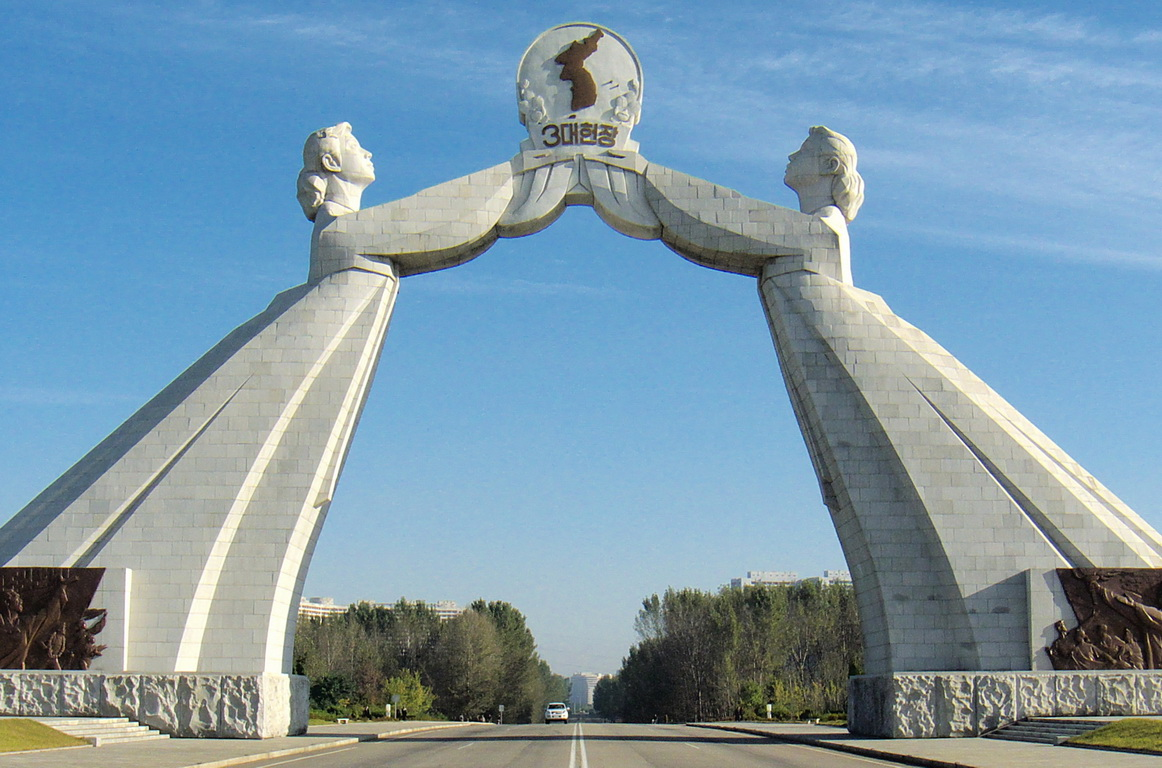
Arco de la Reunificación, un monumento a la reunificación de la península de Corea (destruido en enero de 2024[26]).
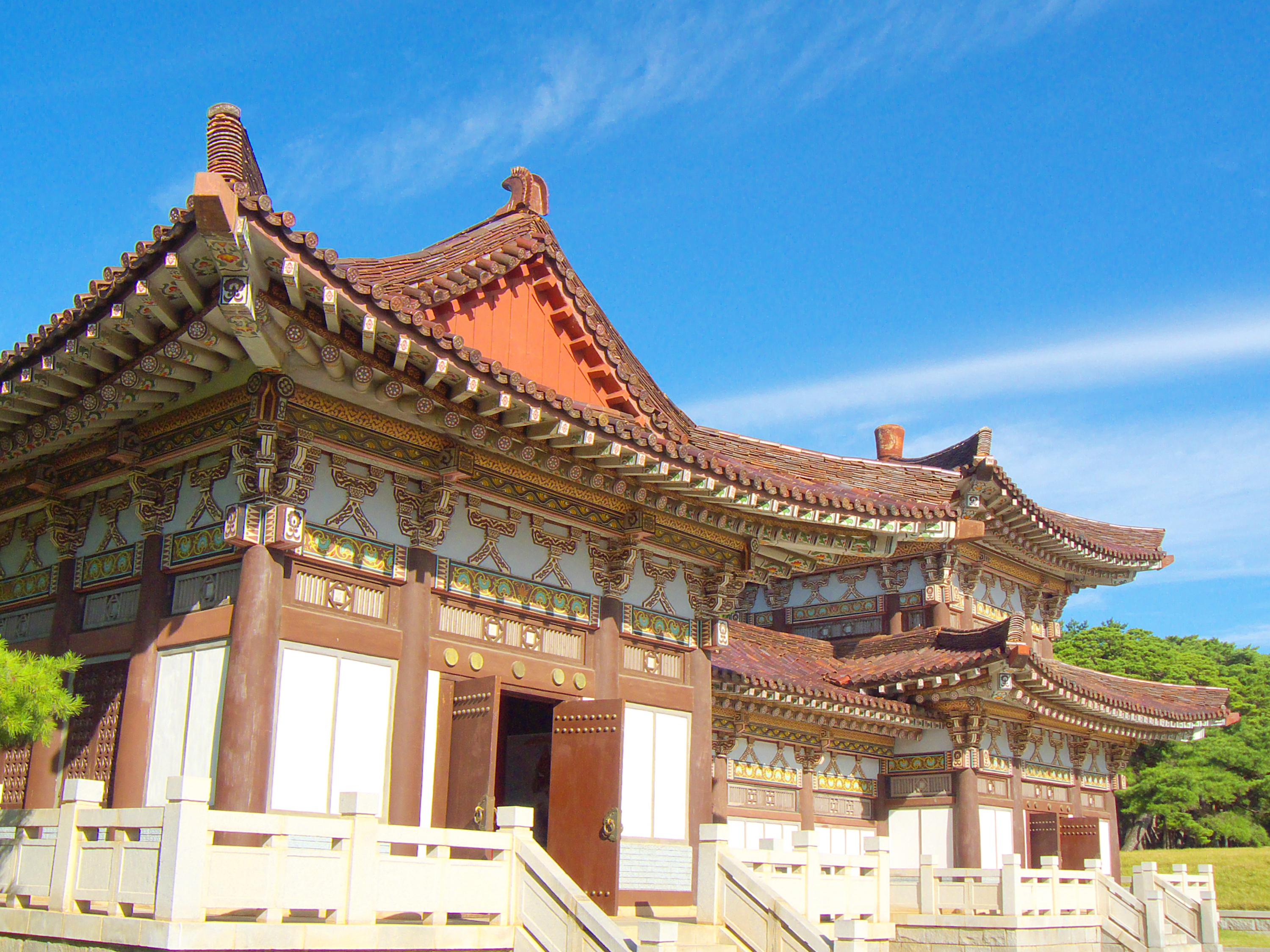
Tumba del Rey Dongmyeong.
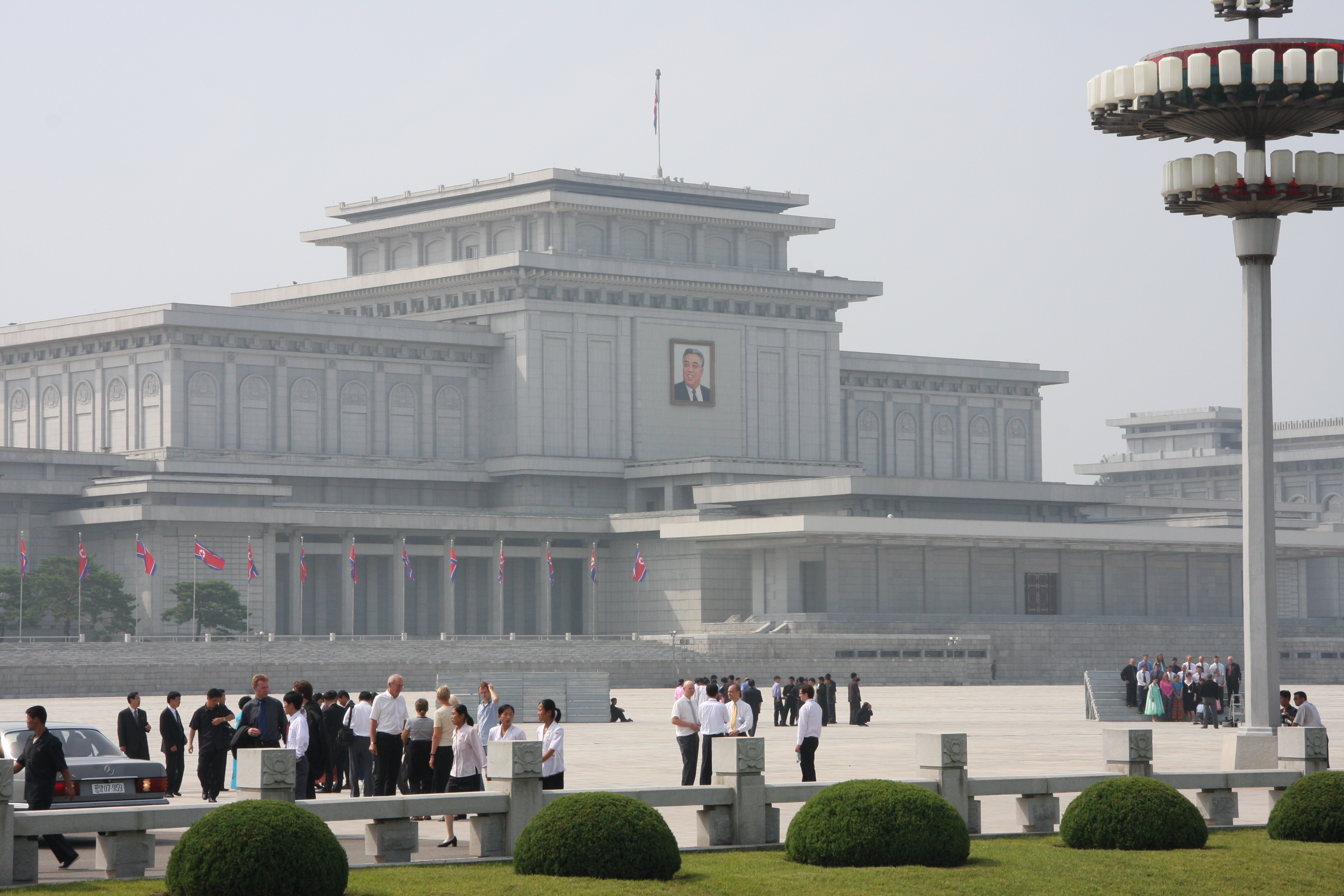
Palacio Memorial de Kumsusan.
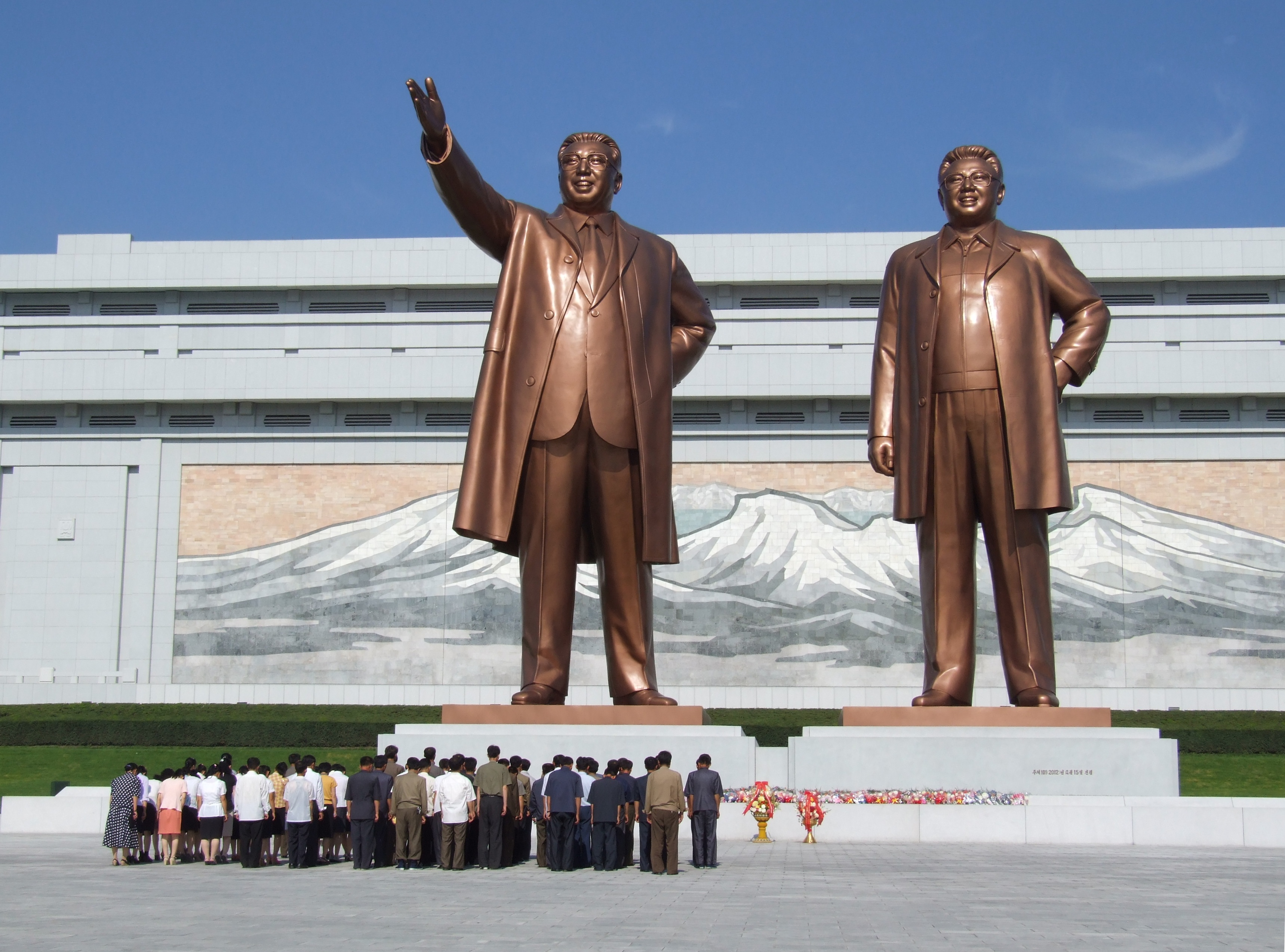
Gran monumento de la colina Mansu de Pionyang.

### Gastronomía
La ciudad fue la capital de la provincia de Pionyang hasta 1946, y la cocina de Pionyang comparte la tradición culinaria general de la provincia.
El plato más conocido es el naengmyeon, también conocido como mul naengmyeon o simplemente naengmyeon. Naengmyeon significa literalmente "fideos fríos", mientras que el afijo, mul, significa "agua" ya que el plato es servido con sopa fría.[cita requerida]
Otro plato representativo de Pionyang, es el Taedonggang sungeoguk, que se traduce como "sopa de trucha del río Taedong". Consistente en una sopa de trucha (abundante en el río Taedong) junto con granos de pimienta negra y sal. Se sirve como una cortesía para los huéspedes importantes que visitan Pionyang.[cita requerida]
Restaurantes famosos de la ciudad son el Okryugwan y Ch'ongryugwan.
Además, desde la inauguración de la calle Mirae 'Futuro' se han abierto más restaurantes de diversos estilos, desde restaurantes de sushi hasta pizzerías.

## Transporte

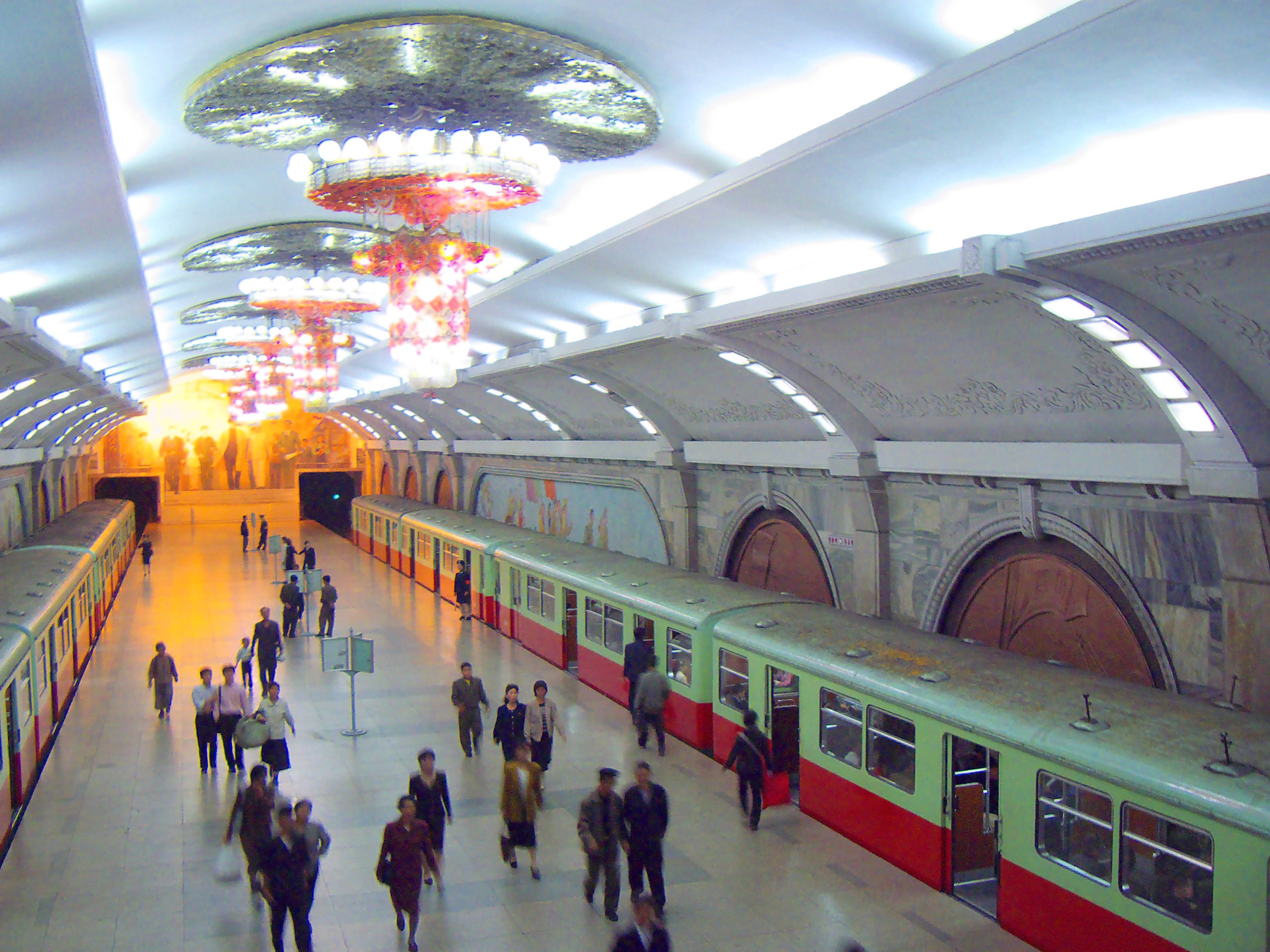
Estación Puhung, metro de Pionyang.

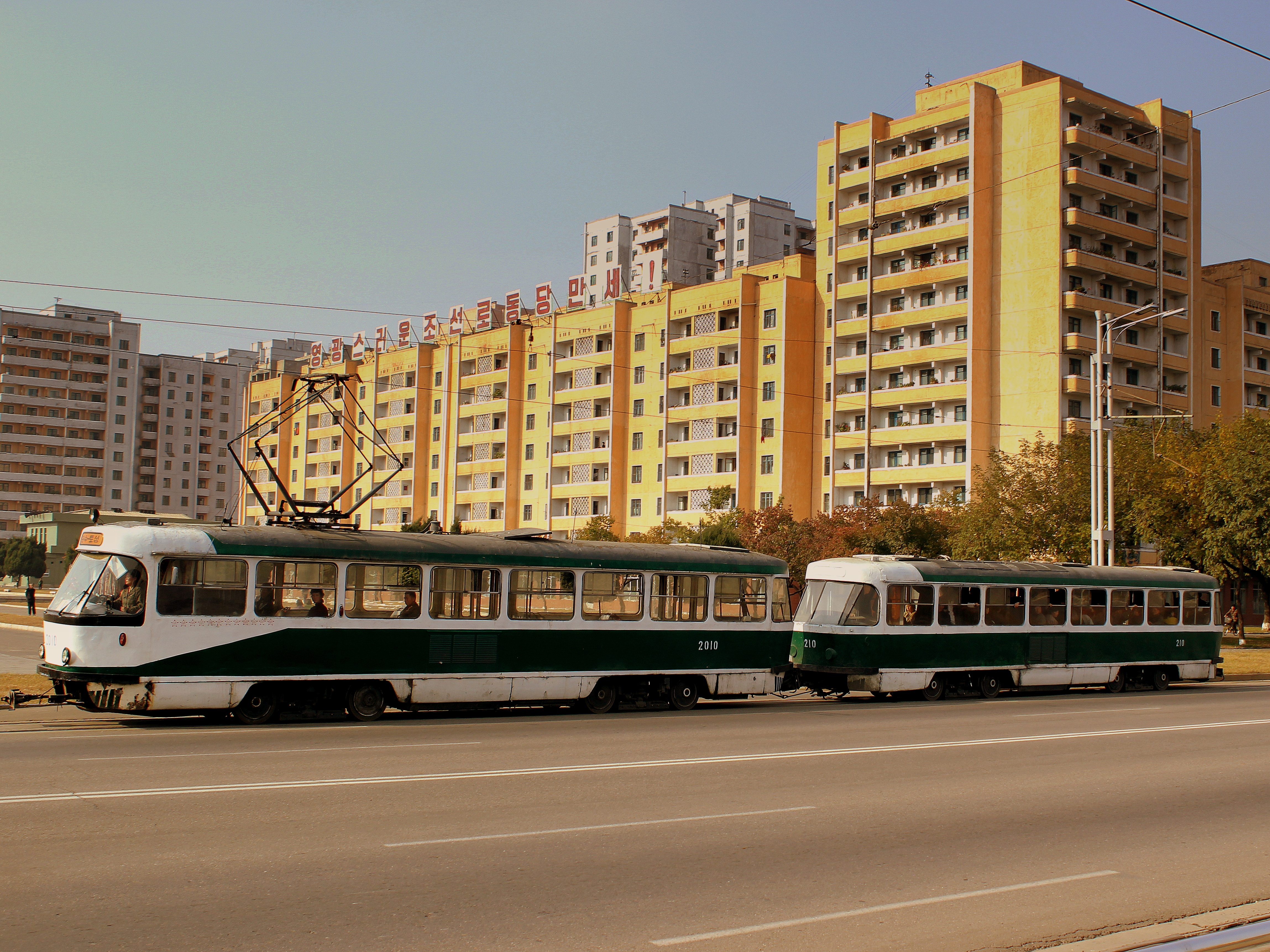
Tranvías en funcionamiento.

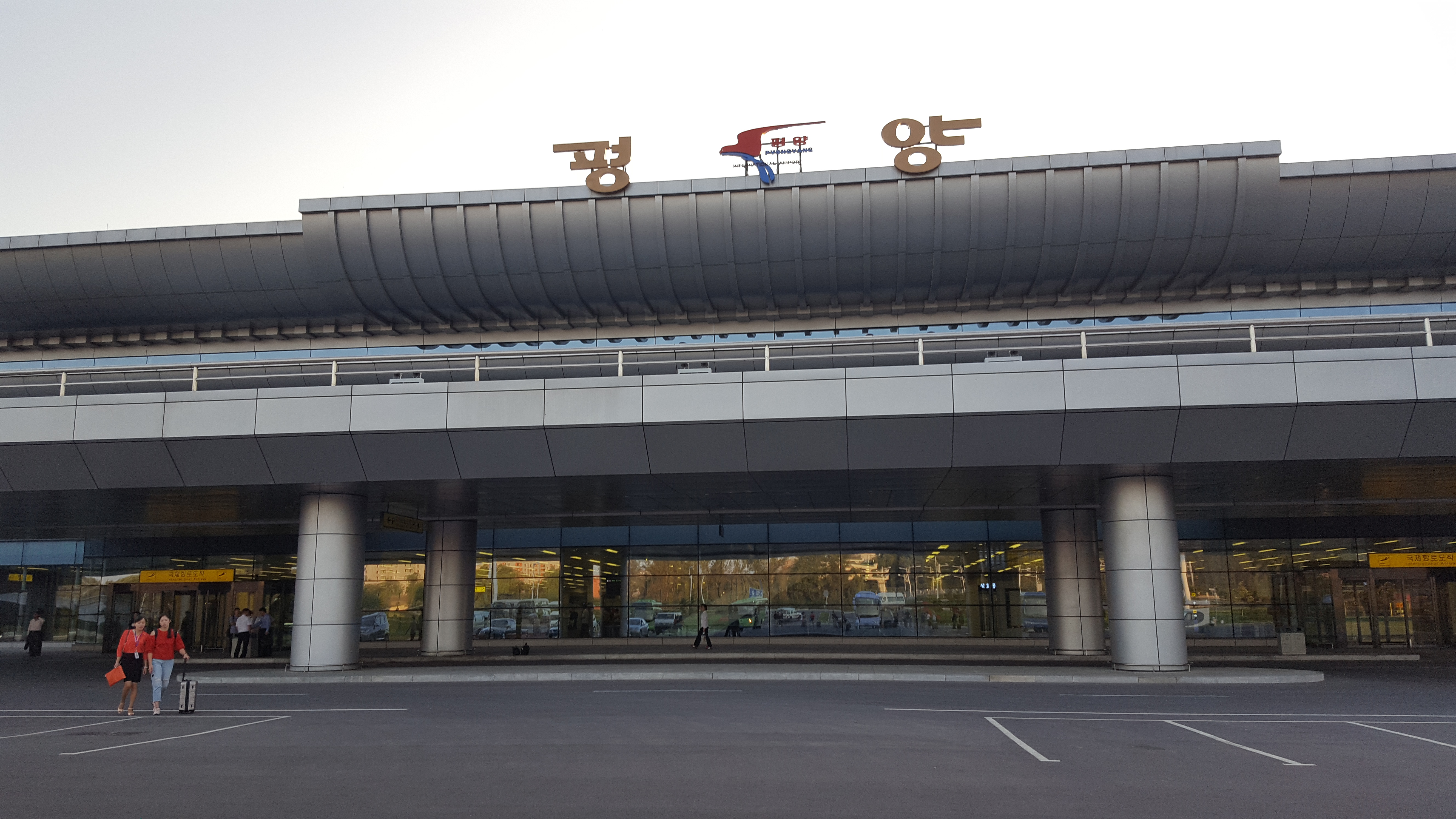
Aeropuerto Internacional de Sunan.

### Taxi
Aunque existe una red de taxis, los recorridos para los extranjeros solo son posibles acompañados de un guía, mientras que después de ciertas horas, los locales no pueden abordarlos a menos que acompañen a un extranjero.

### Metro y ferrocarril
El metro de Pionyang, de diseño similar al de Moscú, está formado por un sistema de dos líneas que cubren un recorrido de 22,5 kilómetros. La línea Hyoskin conecta las estaciones de Kwangbok, Konguk, Hwanggumbol, Konsol, Hyoksin, Jonu, Jonsung, Samhung y Rakwon. La línea de Chollima, por su parte, conecta las estaciones de Puhung, Yonggwang, Ponghwa, Sungni, Tongil, Kaesong, Jonu y Pulgunbyol. Durante los últimos años se han modernizado y renovado varias estaciones, como Kaesong o Triumph, además de nuevos modelos de trenes.
Existe también un sistema de tranvías que discurre a lo largo de 53 kilómetros y un servicio de trolebuses con 150 kilómetros. Las paradas de los trolebuses están siempre repletas. En el metro, a los turistas solo se les permite viajar con un guía y en un trayecto de dos paradas como máximo.

### Trenes de largo recorrido
La ciudad dispone de servicios internacionales de trenes que la conectan con Pekín y Moscú desde la Estación de Pionyang. El viaje a la capital china lo completa en 25 horas, mientras que el trayecto a Moscú necesita seis días.[cita requerida]
Pionyang está conectada, también, con el Transiberiano.[cita requerida]

### Aéreo
La aerolínea estatal Air Koryo tiene vuelos internacionales desde el Aeropuerto Internacional de Sunan con destino a Pekín, Shenyang, Vladivostok, Macao, Bangkok, Jabárovsk y Shenzhen. La compañía aérea china Air China conecta también Pekín y Pionyang.
Air Koryo opera servicios regulares limitados a algunos destinos nacionales como Hamhung, Wŏnsan, Ch'ŏngjin, Hyesan y Samjiyon.
Existe otro aeropuerto en Pionyang, el Aeropuerto Mirim, que se encuentra en el este de la ciudad, prácticamente en desuso.

## Ciudades hermanadas
- Katmandú, Nepal.[32]
- Moscú, Rusia.
- Pekín, China.[33]
- Yakarta, Indonesia.

## Personas destacadas
- Kim Jong-un (1983-), político
- Kim Jong-nam (1971-2017), político
- Kim Jong-chul (1981-), político

## Lecturas recomendadas
- Chris Springer, Pyongyang: The Hidden History of the North Korean Capital. Saranda Books, 2003. ISBN 963-00-8104-0.
- Robert Willoughby, North Korea: The Bradt Travel Guide. Globe Pequot, 2003. ISBN 1-84162-074-2.